# Denise Faro
Denise Faro (Roma, 2 de agosto de 1988) es una cantante, actriz y bailarina italiana.

## Biografía
Hija del arte, sus padres son los Milk and Coffee, grupo conocido de los años 1980, Denise mostró su interés por la música desde muy pequeña. A la edad de ocho años, escribió sus primeros textos y comenzó a estudiar canto, actuación y danza. Empezó a trabajar como actriz a los 14 años y a los 16 como cantante.

### Teatro
Su carrera teatral se inició en 2002 con el musical Un sogno da vivere, seguido por Audizione Musical 2003, Il vicolo 2004, Il prezzo del coraggio 2005 y Charly, altro che Beautiful! 2006.
Interpretó a la protagonista femenina en la ópera Romeo y Julieta de Richard Cocciante y Pasquale Panella, pasada en Verona desde el 1 de junio de 2007 al 29 de febrero de 2008.
El 19 de marzo de 2008 actuó en el musical de High School Musical Lo spettacolo , en el papel de Gabriella Montez, dirigida por Saverio Marconi.
En 2009 actuó en otro musical, Il mondo di Patty, il musical più bello (Patito Feo) en el papel doble de las gemelas Sol y Belén.

### Televisión
Su primera aparición televisiva fue en 2004 en la serie Un medico in famiglia. Su siguiente intervención musical fue en I raccomandati, dirigido por Carlo Conti, en un dueto con Paul Wallis. Durante esos años, participó en varios anuncios publicitarios para la cadena Televisión Independiente de México.
En marzo de 2008, fue invitada a San Remo junto a Pippo Baudo con High School Musical - El espectáculo.
En 2010 participó en el reality show mexicano de TV Azteca La Academia: Bicentenario como cantante.
En 2012 - 2013 fue protagonista en la serie de Mediaset Benvenuti a Tavola junto a Giorgio Tirabassi, Villa Deborah y Liz Solari

### Cine
En 2007 Denise actuó por primera vez en una película para el cine, Come tu mi vuoi, junto a los actores italianos Nicolas Vaporidis y Cristiana Capotondi
En 2010 , en la película Il mondo di Patty, la festa di Patty con la actriz argentina Laura Natalia Esquivel.
En 2015 empieza su carrera en Estados Unidos con dos películas, Father y The Dark Tapes , estrenadas en 2016.

### Música
En el 2006 participa en el Festival de la Canción de Benidorm como la primera representante italiana. En febrero de 2012 ganó la competencia internacional del LIII Festival Internacional de la Canción de Viña del Mar con el tema Grazie a te, de Denise Faro, Bruno Ruboni y Pino di Sella.

## Carrera

### Teatro
- Un sogno da vivere (2002)
- Audizione Musical (2003)
- il Vicolo (2004)
- Il prezzo del coraggio (2005)
- Charly altro che beautiful! (2006)
- Giulietta e Romeo - director: Riccardo Cocciante e Pasquale Panella (2007/2008) - papel : Julieta
- High School Musical - Lo spettacolo, director: Saverio Marconi , Federico Bellone (2008/2009) - papel: Gabriella Montez.
- Il mondo di Patty, il musical più bello, director: Toto Vivinetto (2009/2010) - papel: Sol y Belen.'
- Patito Feo el musical más lindo. director Toto Vivinetto (2010) producción: televisa. - papel: Sol y Belén.'
- El Cartero . American production. (2014). - Papel: Beatriz.

### Cinema
- The Dark tapes(2016)
- Father, regia di Emilio Roso (2016)[7]
- Come tu mi vuoi, director Volfango De Biasi (2007)
- il mondo di patty, la festa di Patty(film 2010), producción televisa (2010)

### Televisión
- Un medico in famiglia 4 - Serie TV (2004)
- I raccomandati (2006), con Paolo Vallesi -papel: cantante.
- TIM - Spot (2005/2006)
- Sanremo (2008) - envitada
- La Academia Bicentenario (2010) - México
- Benvenuti a tavola - Nord vs Sud (2012) - Serie Tv Mediaset Taodue

### Música
- Spazio aperto (2002) - Concorso nazionale - Prima classificata
- 39º festival de la canción internacional de benidorm (2006)
- LIII Festival de Viña del Mar (2012) - Competenza Internazionale

### Discografía
- «I just wanna be with you» (2009) - Single.[8]
- «Una simple sonrisa» (2010) - del álbum Patito feo, el musical más lindo CD/DVD.[9]
- «Grazie a te» (2012) - Single.[10]
- «Gracias a ti» (2012) - Single.[7]
- «Fuiste tu» (2013) - Single.[11]
- «Grattacielo - Cover in italiano del brano Skyscraper» (2013) - Single.[12]
- «Pensándolo Bien» (2015) - Single.[13]
- «Nunca Fue Verdad» (2016) - Single.[14]
- «Lentamente - Cover in italiano del brano Despacito» (2017) - Single.[15]
- «Lucha Siempre Por Mas» (2017) - Single.[16]
- «Nunca Fue Verdad (Remix Feat. Luis Rodriguez» (2017) - Single.[17]
- «#NonMeNeFregaNiente» (2017) - Single.[18]
- «#NoMeImportaNada» (2017) - Single.[19]
- «No Me Digas Nada» (2018) - Single.[20]
- «Breaking Free (di Luis Rodriguez)» (2019) - Single.[21]
- «Intrappolata» (2019) - Single[22]
- «Atrapada» (2019) - Single[23]